# Partito Nazionalista Messicano
Il Partito Nazionalista Messicano (PNM), fu fondato il 5 luglio 1952. Esisteva di fatto dal 1934 come raggruppazione politica di cattolici formata da: Partito Sociale Cristiano, Partito Sociale Democratico Cristiano, Movimento Unificatore Nazionalista Sindacale e Movimento Unificato Nazionalista.
Fu fondato da vecchi membri dell'Associazione Cattolica dei Giovani Messicani e da altre raggruppazioni cattoliche e conservatrici, nelle quali si includevano anche vecchi militanti del disciolto Partito Forza Popolare, ex militanti del Partito Azione Nazionale (PAN) e della fascista Unione Nazionale Sinarchista.
Era un partito di opposizione al regime rivoluzionario del Partito Rivoluzionario Istituzionale (PRI) e premeva per la riforma degli articoli della Costituzione che limitavano l'attività della Chiesa cattolica.

## Partecipazione elettorale
Il PNM era considerato dai suoi stessi membri come partito di opposizione al regime rivoluzionario e populista diretto dal PRI, ma nonostante questo alla fine supportò come candidato alla presidenza della repubblica nelle elezioni presidenziali del 1952, Adolfo Ruiz Cortines, candidato ufficiale del PRI e in elezioni locali partecipò in coalizione con il PAN, con il quale trovava affinità almeno nei principi e nelle dottrine.